# ديفيد كانيادا
ديفيد كانيادا (بالإسبانية: David Cañada)‏ (مواليد 11 مارس 1975 في سرقسطة - 28 مايو 2016)، هو دراج إسباني سابق في صنف سباق الدراجات على الطريق.

## وصلات خارجية
- الموقع%20الرسمي

## روابط خارجية
- ديفيد كانيادا على موقع الاتحاد الدولي للدراجات (الإنجليزية)
- ديفيد كانيادا على موقع أرشيف الدراجات (الإنجليزية)
- ديفيد كانيادا على موقع إحصائيات الدراجات الإحترافية (الإنجليزية)
- ديفيد كانيادا على موقع نسبة الدراجات (الإنجليزية)